# Palermo
Palermo (sizilianisch Paliemmu) ist die Hauptstadt der Autonomen Region Sizilien und der Metropolitanstadt Palermo. Sie liegt an einer Bucht an der Nordküste Siziliens. Im 8. Jahrhundert v. Chr. gegründet, erlebte die Stadt vor allem unter der Vorherrschaft der Araber sowie der Normannen und der Staufer eine Blütezeit. Palermo war u. a. Residenzstadt von Kaiser Friedrich II.
Heute ist Palermo mit 630.427 Einwohnern (Stand 31. Dezember 2023) Italiens fünftgrößte Stadt und das politische sowie kulturelle Zentrum Siziliens. Derzeitiger Bürgermeister ist Roberto Lagalla.

## Geografie

Die acht Stadtbezirke (circoscrizioni) / die historische Altstadt befindet sich im ersten Bezirk

### Lage
Die Stadt liegt an einer Bucht des Tyrrhenischen Meeres an der Nordküste Siziliens. Begrenzt wird die Bucht im Norden vom rund 600 Meter hohen Monte Pellegrino, im Osten vom Monte Catalfano. Die Ebene zwischen den Bergen wird italienisch Conca d’Oro („Goldenes Becken“) genannt, vermutlich wegen der Orangenhaine, die Palermo zur Zeit der arabischen Herrschaft umgaben. Heute dehnt sich das Stadtgebiet über fast die ganze Conca d’oro aus. Die Ebene gilt als sehr fruchtbar.
Palermo bildet eine Agglomeration und ist mit 657.960 Einwohnern (Stand 31. Dezember 2019) im Stadtgebiet und etwas über 1,2 Millionen Einwohnern in der Metropolregion die größte Stadt Siziliens. Die Nachbargemeinden Palermos sind Altofonte, Belmonte Mezzagno, Ficarazzi, Isola delle Femmine, Misilmeri, Monreale, Torretta und Villabate.

### Stadtgliederung
Palermo ist in acht Stadtbezirke (circoscrizioni) eingeteilt, die ihrerseits wiederum in insgesamt 25 Quartiere (quartieri) und weiter in 55 Viertel (UPL = unità di primo livello) unterteilt sind. Neben der Unterteilung nach Quartieren und Viertel gibt es auch Fraktionen (frazioni), die jedoch keine eigene Rechtspersönlichkeit haben. 

### Klima
|                       | Jan  | Feb   | Mär  | Apr  | Mai  | Jun  | Jul  | Aug  | Sep  | Okt   | Nov   | Dez   |   |       |
| Mittl. Tagesmax. (°C) | 14,7 | 14,5  | 16,4 | 18,7 | 23,3 | 27,2 | 29,8 | 30,5 | 27,5 | 23,5  | 19,0  | 15,8  | ⌀ | 21,8  |
| Mittl. Tagesmin. (°C) | 8,9  | 8,5   | 9,6  | 11,4 | 15,3 | 19,2 | 21,7 | 22,7 | 20,1 | 16,7  | 12,9  | 10,2  | ⌀ | 14,8  |
|                       |      |       |      |      |      |      |      |      |      |       |       |       |   |       |
| Niederschlag (mm)     | 97,5 | 109,9 | 78,2 | 65,1 | 36,2 | 17,9 | 6,7  | 31,8 | 65,3 | 105,6 | 117,5 | 123,7 | Σ | 855,4 |
|                       |      |       |      |      |      |      |      |      |      |       |       |       |   |       |
| Regentage (d)         | 9,0  | 9,6   | 8,7  | 8,6  | 4,1  | 1,9  | 1,2  | 2,4  | 5,4  | 8,2   | 10,4  | 12,0  | Σ | 81,5  |

| 8,9 |

| 8,5 |

| 9,6 |

| 11,4 |

| 15,3 |

| 19,2 |

| 21,7 |

| 22,7 |

| 20,1 |

| 16,7 |

| 12,9 |

| 10,2 |

| 8,9 |

| 8,5 |

| 9,6 |

| 11,4 |

| 15,3 |

| 19,2 |

| 21,7 |

| 22,7 |

| 20,1 |

| 16,7 |

| 12,9 |

| 10,2 |

## Geschichte

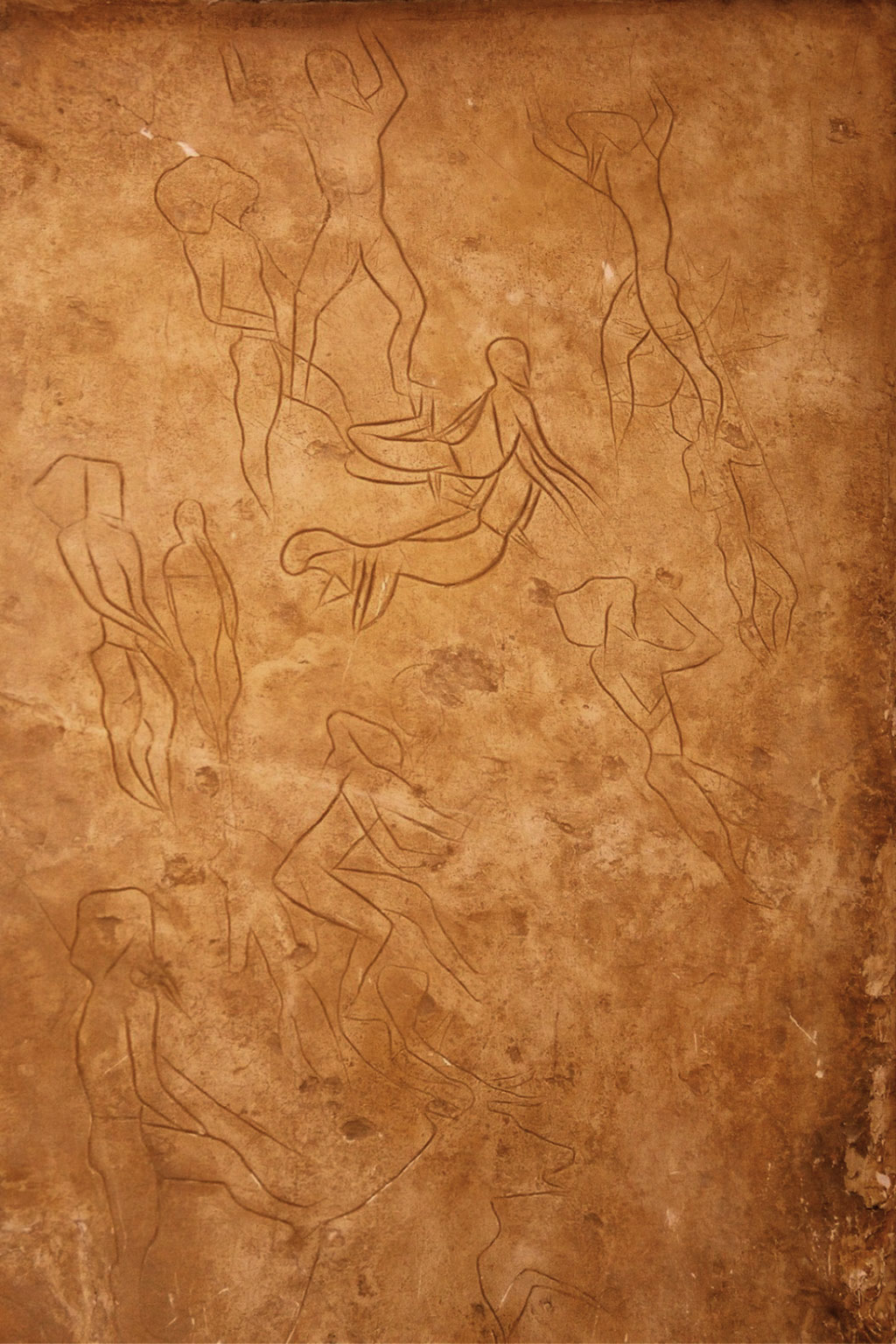
Nachbildung der Felsritzungen in den Addaura-Höhlen im Museo Regionale Archeologico in Palermo

### Antike
Die Phönizier gründeten die Stadt als Handelsstützpunkt im 8. Jahrhundert v. Chr. Der ursprüngliche Name der Stadt lautete möglicherweise Ziz (die Blume), der auf einer „sikulisch-punischen“ Münze steht und aus dem Punischen stammt. Ziz könnte sich demnach auf die Fruchtbarkeit der Landschaft beziehen. Den heutigen Namen gaben ihr die Griechen, die den natürlichen Hafen Palermos begehrten: Πάνορμος Panhormos = Ganzhafen, großer Hafen. 408, 406 und 391 v. Chr. verteidigten die Karthager ihren Musterhafen gegen Syrakus und Flotten anderer griechischer Städte und entzogen ihr starkes Bollwerk der Hellenisierung.
Im Gegensatz zu anderen großen Städten Siziliens gelangte Palermo nie unter griechische Herrschaft, lag aber nahe der Grenze zum griechischsprachigen Ostteil der Insel.
275 v. Chr. gelang es König Pyrrhos I. von Epirus, die Hafenstadt für kurze Zeit zu besetzen.
Während des Ersten Punischen Krieges von 264 bis 241 v. Chr. war Palermo ein wichtiges Bollwerk der Karthager, bis es 254 v. Chr. von den Römern durch eine Seeblockade erobert wurde und den Namen Panormus erhielt. Unter Augustus siedelten sich ehemalige römische Legionäre an und Panormus entwickelte sich zu einer der bedeutendsten Städte der Provinz Sicilia.
Nachdem die Vandalen im Jahr 429 ihr Reich in Nordafrika mit dem heutigen Tunesien als Zentrum gegründet hatten, fielen sie mehrfach in Sizilien ein und eroberten die Stadt. Palermo verlor an Bedeutung und fiel schließlich 535 an Ostrom.

### Mittelalter

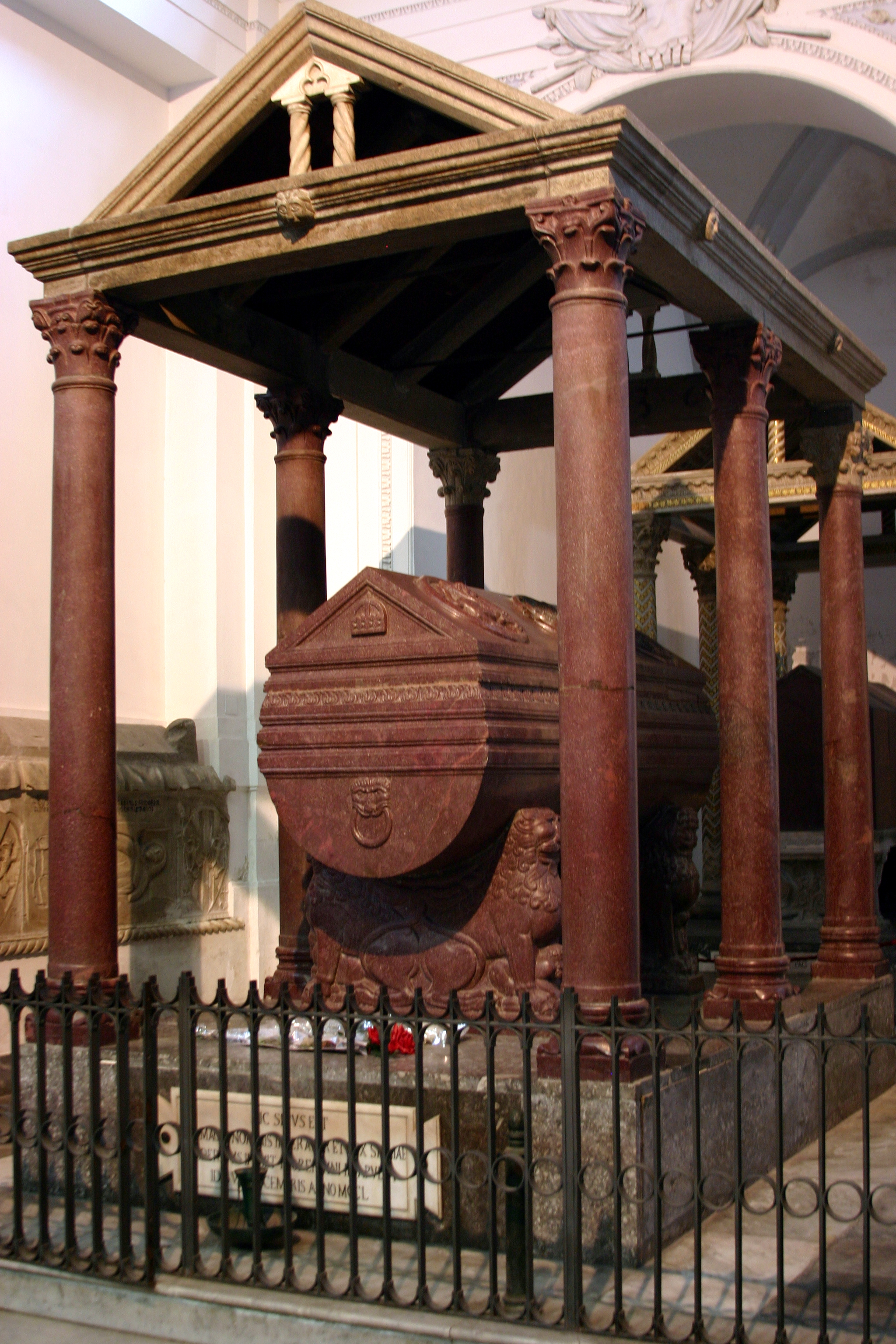
Sarkophag Friedrichs II. in der Kathedrale von Palermo

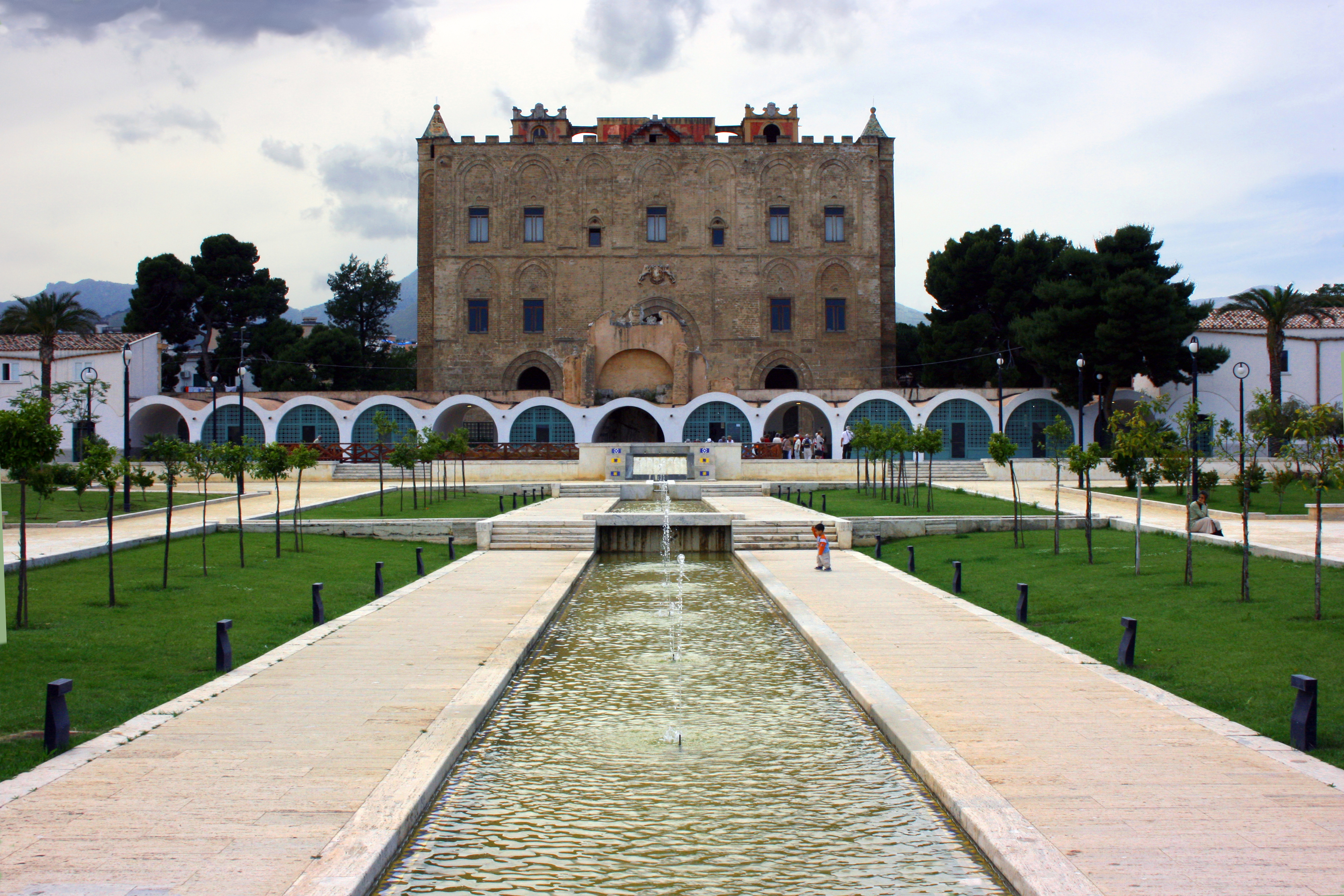
Normannenschloss La Zisa

Ein Aufschwung setzte erst wieder unter islamischer Herrschaft ein. Arabisch بلرم / Balarm genannt, wurde Palermo 831 zur Hauptstadt der Emire von Sizilien und entwickelte sich durch den Anbau von Orangen- und Zitrusbäumen zu einem blühenden Wirtschaftszentrum. Der Hafen wurde ausgebaut und es entstanden neue Stadtviertel. Die damalige Einwohnerzahl wird auf etwa 100.000 bis 120.000 geschätzt. Unter den europäischen Städten hatten damals nur Byzanz und Córdoba mehr Einwohner. Es glich in der Größe den damaligen islamischen Metropolen, wie Kairo oder Bagdad. Laut Ibn al-Athīr benutzte der muslimische Emir Muhammad b. Abdallah b. Aghlab, der von 832 bis 851 von Palermo aus Sizilien beherrschte, die Stadt als Ausgangspunkt für unablässige Plünderungen. Seit der Antike war Sizilien die Kornkammer der damaligen Welt und das begehrteste Agrarland des Mittelalters. Dies machte es zu einem Zankapfel unter den politischen Mächten.
1072 eroberten die Normannen unter Roger I. Palermo. Anfang des 12. Jahrhunderts wurde es Hauptstadt der Grafschaft, ab 1130 des Königreichs Sizilien. Unter den normannischen Herrschern entstanden zahlreiche Kirchen und Paläste mit deutlich arabischen Stileinflüssen. Diese Bauten sind Zeugnis einer arabisch-byzantinisch-normannischen Symbiose in der Kunst. Beispiele dafür sind die Sommerresidenz La Zisa im Stil eines arabischen Wüstenschlosses oder die Kirchen San Giovanni degli Eremiti und San Cataldo mit ihren rot getönten Kuppeln. Am Normannenpalast und an der Kathedrale von Palermo sind die arabischen Stilelemente ebenfalls zu erkennen, aber der Gesamteindruck ging durch spätere An- und Umbauten verloren. Sieben Bauwerke in Palermo aus dieser Zeit gehören seit 2015 zum Weltkulturerbe.
Die kulturelle Blütezeit unter den Normannen dauerte an, als 1194 die Staufer die Macht übernahmen. Friedrich II. baute die Stadt zur glanzvollen Residenz aus und gründete die Sizilianische Dichterschule. Er deportierte aber auch die muslimische Bevölkerung ab 1223 und wieder 1246 nach Apulien.
Nach der Hinrichtung des letzten Staufers Konradin geriet Sizilien unter die Herrschaft von Karl von Anjou, der die Hauptstadt seines Reichs nach Neapel verlegte. Palermo verfiel immer mehr, und die Armut der Bevölkerung führte 1282 zur Sizilianischen Vesper. Mit diesem Aufstand endete die Herrschaft des Hauses Anjou. Tausende Franzosen wurden dabei von der einheimischen Bevölkerung getötet. Allein in Palermo starben 2000 Menschen. Der Aufstand führte zur Teilung des Königreich Sizilien in ein insulares und ein kontinentales Sizilien. Palermo blieb zunächst Hauptstadt des insularen Königreichs, bis dieses 1412 an die Krone von Aragonien fiel und Palermo nur noch Sitz der Vizekönige von Sizilien war. Die Vertreibung der mit gut 5.000 Mitgliedern größten jüdischen Gemeinde Siziliens in Palermo 1492/93 zerstörte für Jahrhunderte das seit dem 1. Jahrhundert ansässige Judentum, das auch die Seidenproduktion beherrscht hatte. Die prächtige Synagoge wurde abgerissen und das Judenviertel überbaut. Geblieben sind Reste der Mikwe unter dem Palazzo Marchesi, wo im 16. Jahrhundert die Inquisition residierte, um Kryptojuden aufzuspüren.

### Neuzeit

Stadtplan von Palermo um 1907

In der Folgezeit nahmen die Spanier, Savoyer und Österreicher die Stadt in Besitz und sie verlor weiter an Bedeutung. Auch nachdem Sizilien und das Königreich Neapel in Personalunion durch die Bourbonen regiert wurden, blieb Palermo im Schatten Neapels. Nur von 1806 bis 1813 regierte König Ferdinand nach der Eroberung Neapels durch napoleonische Truppen Sizilien von Palermo aus, im Königreich beider Sizilien wurde wieder Neapel zur Hauptstadt. 1860 zog Giuseppe Garibaldi in Palermo ein und ein Jahr später kam Sizilien zum neuen Königreich Italien.
Während des Zweiten Weltkriegs wurde Palermo schwer beschädigt. Viele Bewohner der Altstadt zogen um in neugebaute Siedlungen am Stadtrand und die Wiederaufbauarbeiten gingen nur sehr schleppend voran. 1946 wurde Palermo zur Hauptstadt der neu errichteten Autonomen Region Sizilien. Die Stadt erlebte einen starken Zustrom von Menschen aus dem ländlichen Sizilien, so dass die Einwohnerzahl schnell sehr stark anstieg. Um Palermo herum wurden massenweise billig gebaute Sozialsiedlungen errichtet, während die Restaurierung des alten Zentrums vernachlässigt wurde und dieses zunehmend verfiel.

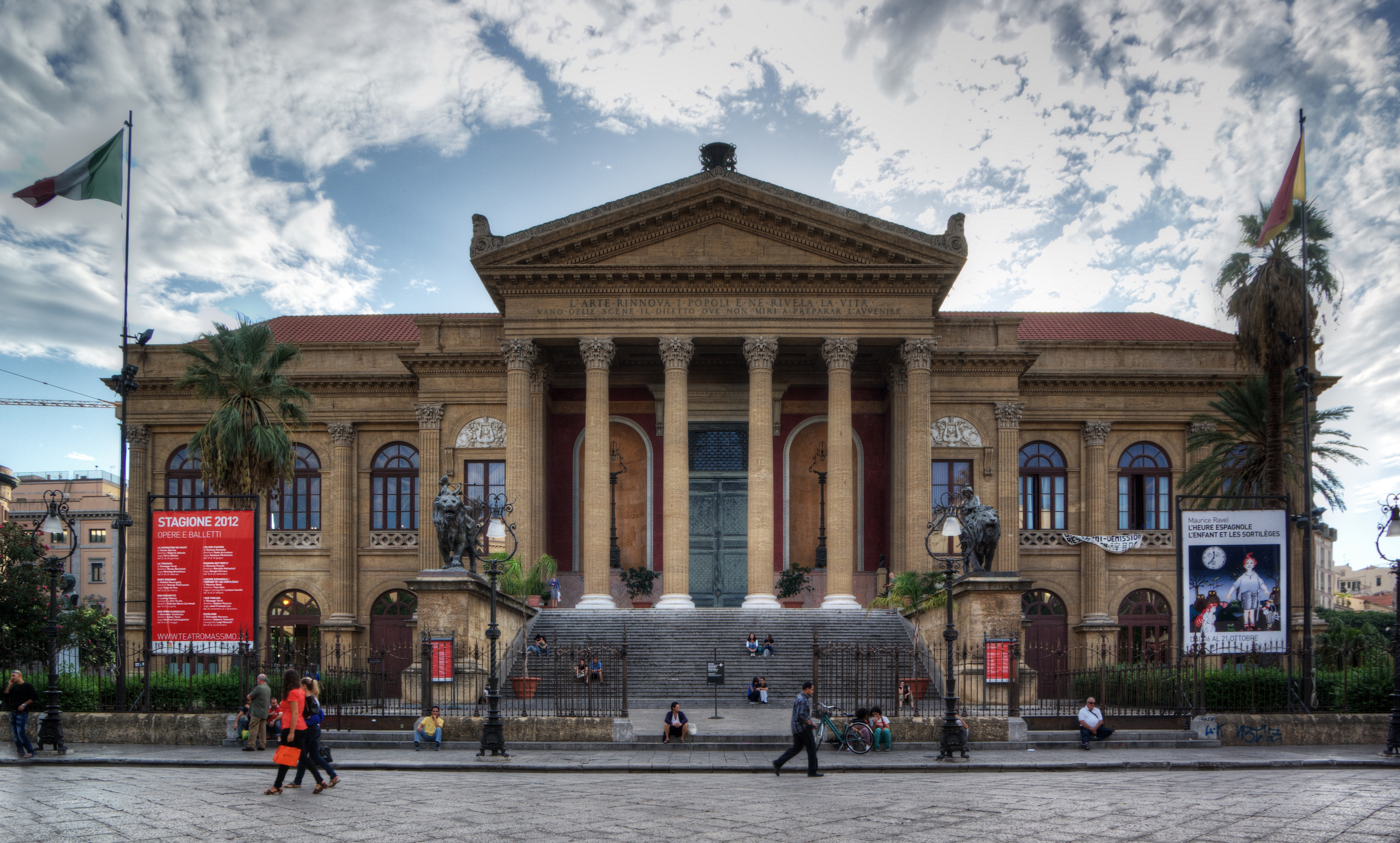
Teatro Massimo

Zudem war Palermo von Kriegsende bis Ende des 20. Jahrhunderts fest in der Hand der Mafia. Es war Zentrum zweier großer Mafiakriege und zählte zu den gewalttätigsten Städten Europas – während des Zweiten großen Mafiakriegs zwischen 1981 und 1983 ereignete sich in Palermo durchschnittlich alle drei Tage ein Mafiamord. In den 1980er Jahren kämpften vor allem die Staatsanwälte Giovanni Falcone und Paolo Borsellino dagegen an. 1992 wurden beide in der Nähe Palermos von der Mafia umgebracht. Erst unter dem „Antimafia“-Bürgermeister Leoluca Orlando (Amtszeit 1985–Juni 2022) blühte das öffentliche, wirtschaftliche und kulturelle Leben der Stadt wieder auf. Unterstützt von anderen Politikern, von Künstlern und von der Bevölkerung setzte er den Kampf gegen die Mafia fort. Die Kriminalität sank, und heute liegt Palermo in der Verbrechensstatistik nicht mehr unter den 15 ersten Städten Italiens, sondern gilt als die sicherste Stadt Italiens.
Orlando veranlasste auch, durch umfangreiche Sanierungsmaßnahmen die verfallenen Gebäude der Altstadt wieder instand zu setzen. So wurde z. B. dank seiner Bemühungen 1997 das Teatro Massimo, eines der größten Opernhäuser Europas, wiedereröffnet und seither mit Opernaufführungen sowie Konzerten kontinuierlich bespielt.
2021 fand in Palermo die Konferenz „From the Sea to the City“ statt, welche als Geburtsstunde der Internationalen Allianz der Städte Sicherer Häfen gilt.

### Einwohnerentwicklung
Die Bewohner der sizilianischen Hauptstadt werden im Deutschen Palermitaner genannt.
Entwicklung der Einwohnerzahl (in Tausend)

## Wirtschaft
Wichtigster Wirtschaftssektor des 21. Jahrhunderts ist der Dienstleistungssektor. Hierzu trägt auch der zunehmende Tourismus bei. Des Weiteren ist und war Palermo Standort verschiedener Industriebetriebe aus den Bereichen chemische Industrie, Fahrzeug- und Schiffbau, Maschinenbau, Glas- und Möbelherstellung, Metall- und Textilindustrie. Die Landwirtschaft ist geprägt von der Nahrungsmittelerzeugung, dem Tabakanbau und der Getreidewirtschaft. Mit dem Anbau von Zitrusfrüchten und Gemüse im Vergleich zu früher spielt sie jedoch eine untergeordnete Rolle. Trotz des Aufschwungs Ende des 20. Jahrhunderts hat Palermo unter den Metropolitan- bzw. Provinzhauptstädten Italiens das niedrigste Pro-Kopf-Einkommen und leidet an einer hohen Jugendarbeitslosigkeit. Der Hafen von Palermo ist der wichtigste Siziliens und ist damit ebenfalls ein nicht zu unterschätzender Wirtschaftsfaktor.

## Wissenschaft und Bildung

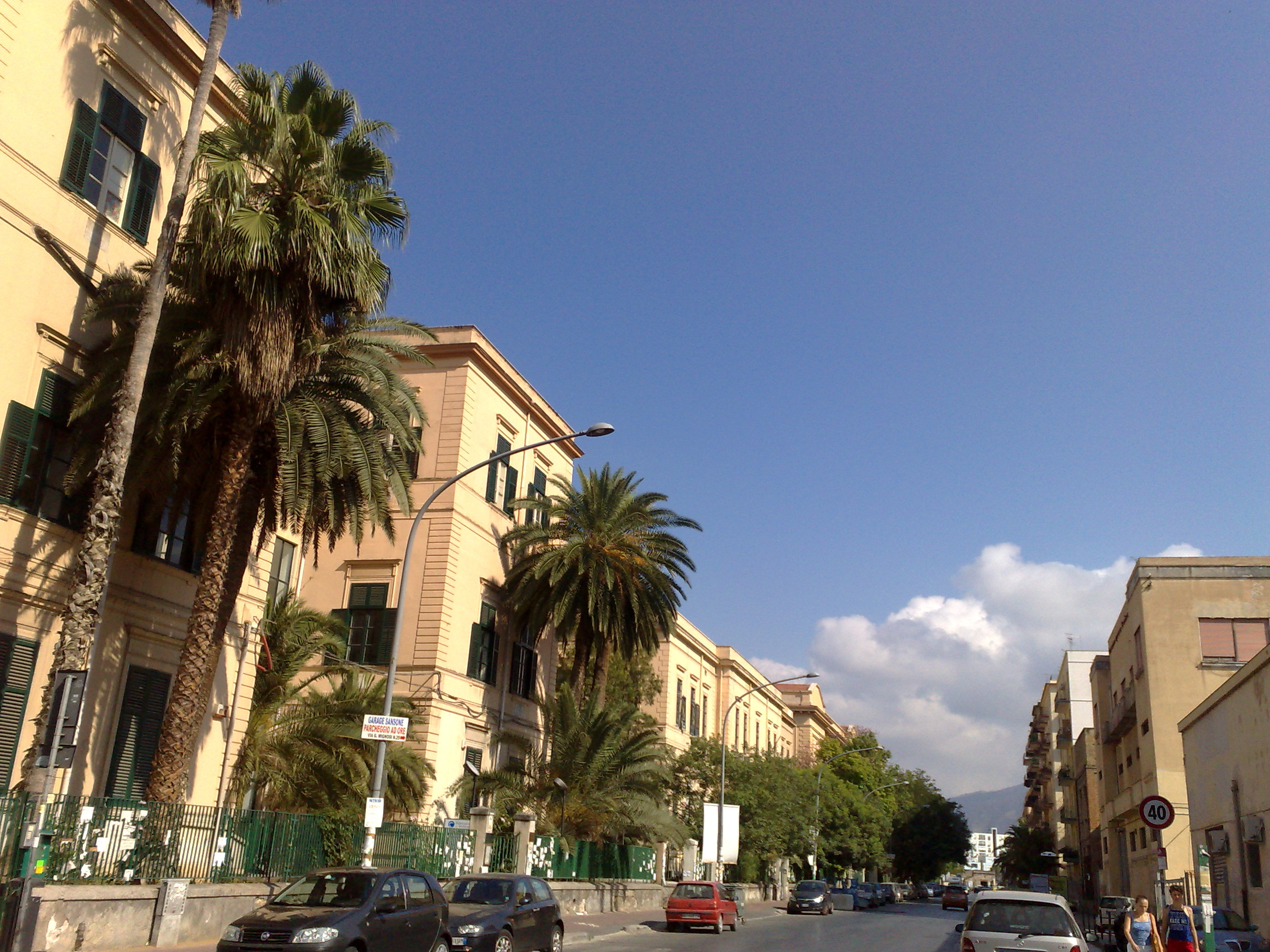
Universitätsgebäude in Palermo

In Palermo befindet sich mit der Universität Palermo eine der größten Hochschulen Italiens. Sie wurde 1806 gegründet und umfasst zwölf Fakultäten. Daneben gibt es eine Fachhochschule für Technik sowie Handels-, Musik- und Kunstschulen, die Pontificia facoltà teologica di Sicilia “San Giovanni Evangelista” und eine Niederlassung der Privatuniversität Libera Università Maria Ss. Assunta LUMSA. 1832 ging die Accademia di Scienze, Lettere ed Arti aus der 1718 gegründeten Accademia del Buon Gusto hervor. Aufgabe des von Bruno Lavagnini gegründeten Istituto Siciliano di Studi Bizantini e Neoellenici ist vor allem die Erforschung von Sprache, Geschichte und Kultur des byzantinischen Sizilien und Süditaliens sowie der neugriechischen Literatur.

## Bibliotheken und Archive
Als wissenschaftliche Allgemeinbibliothek fungiert die Zentralbibliothek der Region Sizilien (Biblioteca Centrale della Regione Siciliana, früher Biblioteca Nazionale), die neben Druckschriften auch eine Sammlung mittelalterlicher und neuzeitlicher Handschriften sowie das Tabulario (Urkundenarchiv) des Klosters und Erzbistums Monreale bewahrt. Die handschriftlichen Nachlässe zahlreicher sizilianischer Gelehrter, vorwiegend Theologen, Philologen und Historiker gehören zu den Schätzen der Biblioteca Comunale in der Casa Professa, der ehemaligen Jesuitenniederlassung. Eine zentrale Universitätsbibliothek gibt es nicht; die Literaturversorgung soll durch Fakultäts- und Institutsbibliotheken gewährleistet werden. An Spezialbibliotheken ist noch die Bibliothek der Società Siciliana di Storia Patria bei San Domenico zu nennen.
Das Staatsarchiv (Archivio di Stato) Palermo enthält neben den Archivalien der sizilianischen Zentralverwaltung, vor allem aus der Zeit der Vizekönige, die Urkundenarchive aufgehobener geistlicher Institutionen und die Akten der öffentlichen Notare aus der Metropolitanstadt Palermo seit dem 14. Jahrhundert sowie in der Bibliothek die älteste Handschrift der Getica des Jordanes. Die archivalischen Quellen zur Geschichte der Stadt sind vorwiegend im Archivio Comunale, dem Stadtarchiv in der Via Maqueda, zu finden. Außerdem gibt es noch ein ethnografisches Archiv in der Via delle Pergole.

## Religion
Palermo ist seit dem 1. Jahrhundert Sitz einer römisch-katholischen Diözese, die heute Metropolitanbistum der Kirchenprovinz Palermo ist. Die Eparchie Piana degli Albanesi der italo-albanischen Kirche ist zudem mit der Konkathedrale Santa Maria dell’Ammiraglio in der Stadt vertreten.
Durch die arabische Herrschaft war Palermo im Mittelalter durch den Islam beeinflusst, ehe dieser Einfluss ab dem 13. Jahrhundert zurückgedrängt wurde. Auch wegen des verstärkten Zuzugs nordafrikanischer Einwanderer wurde 1990 eine Moschee im Stadtzentrum eingeweiht.
Seit der Diaspora im 1. Jahrhundert nach Christus bis 1492 gab es Juden in Palermo, als die Spanier sie vertrieben und die Synagoge zerstörten. Seit 2017 gibt es wieder eine kleine Synagoge in der ehemaligen Kirche Ex Oratorio di Santa Maria del Sabato.
Die Waldenser-Gemeinde hat etwa 140 Mitglieder.

## Verkehr

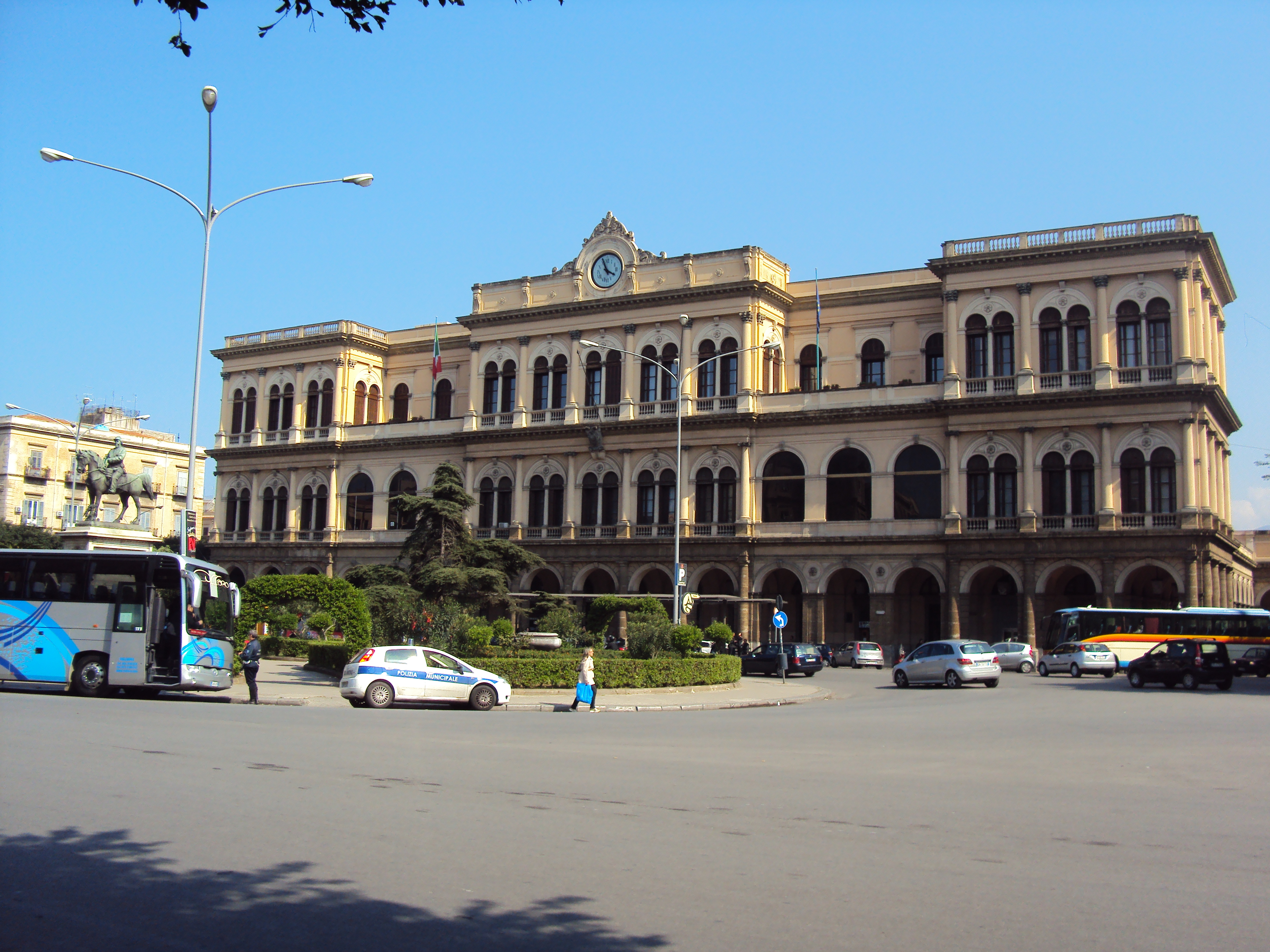
Bahnhof Palermo Centrale

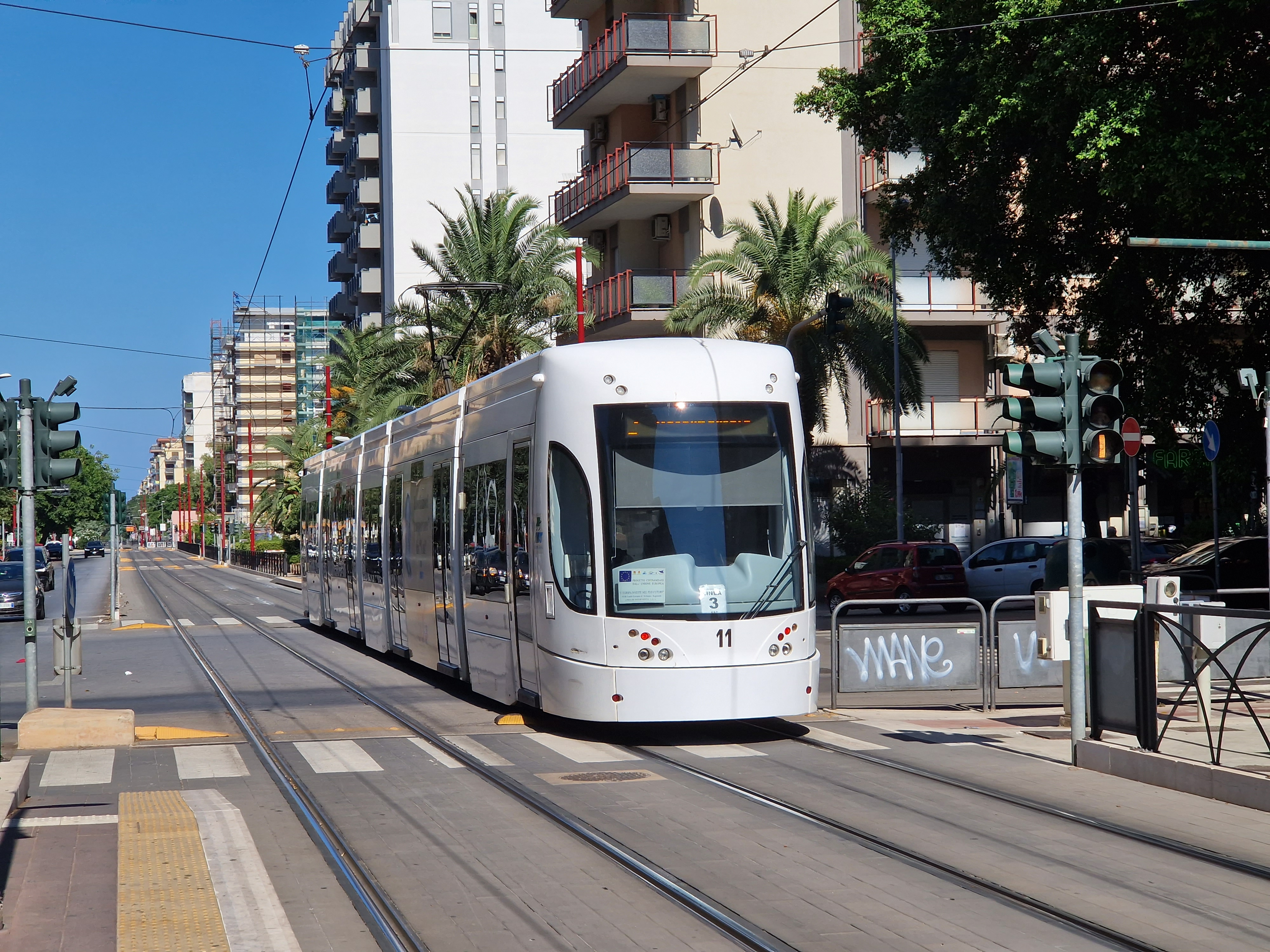
Tram in Viale Leonardo da Vinci

Der Personen- und Güterverkehr findet größtenteils auf der Straße statt. Palermo hat Anschluss zu der Autobahn A19 nach Catania und darüber zur A20 nach Messina sowie zur A29 nach Mazara del Vallo bzw. Trapani.
Der Bahnhof Palermo Centrale ist Endstation der Eisenbahnachse aus Berlin. Die wichtigste Verbindung auf Sizilien stellt die Bahnstrecke nach Messina dar. Weitere Verbindungen führen nach Agrigent, Catania und nach Trapani.
Ein städtisches Eisenbahnsystem, der Servizio ferroviario metropolitano di Palermo, rund um die Stadt sichert den Nahverkehr.
Am 30. Dezember 2015 wurde die Straßenbahn Palermo mit 4 Linien in Betrieb genommen, nachdem 2007 die Bauarbeiten begonnen hatten. Die Linien fahren wie folgt:
SL 1 (5,5 km): Stazione Centrale nach Roccella (15 Stationen)
SL 2 (5 km): Stazione Notarbartolo über Giotto/Migliaccio und Michelangelo/Castellana nach Borgo Nuovo, Piazza Armerina/S. Paolo (13 Stationen)
SL 3 (5 km): Stazione Notarbartolo über Giotto/Migliaccio und Michelangelo/Castellana nach C. E. P. (12 Stationen)
SL 4 (4,1 km): Stazione Notarbartolo über Giotto/Migliaccio nach Pollaci/Calatafimi (18 Stationen)
Der Fahrzeugpark besteht aus 17 Bombardier Flexity Outlook (5-teilig, 32 m lang und 2,4 m breit).
Etwa 30 km nordwestlich der Stadt liegt der internationale Flughafen Palermo-Punta Raisi “Falcone e Borsellino”. Etwa 5 km westlich der Stadtmitte befindet sich der alte Flughafen Palermo-Boccadifalco.
Vom Hafen aus verkehren Autofähren u. a. nach Genua, Civitavecchia und Neapel. Weiter gibt es Schiffsverbindungen nach Tunis, Cagliari, Ustica, Malta und saisonal entlang der Nordküste Siziliens nach Cefalù und zu den Liparischen Inseln.

## Stadtbild und Bauwerke

### Plätze

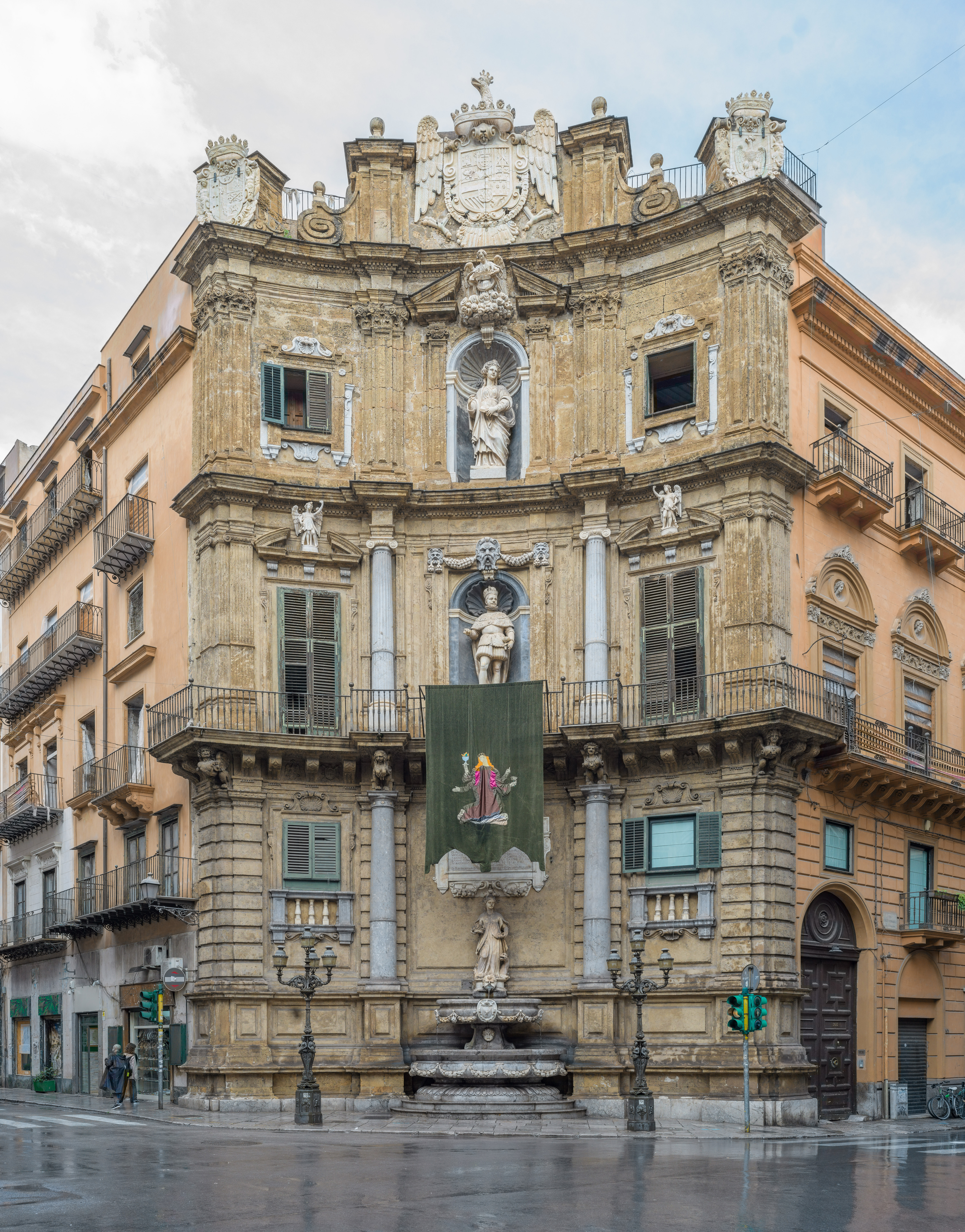
Quattro Canti

Fontana Pretoria

Der zentrale Platz der Altstadt ist Quattro Canti an der Kreuzung der Hauptstraßen Corso Vittorio Emanuele und Via Maqueda. Die Barockpaläste an den vier Ecken haben konkav geschwungene Fassaden annähernd gleichen Aufbaus. Sie sind geschmückt mit Brunnen und Statuen, die die vier Jahreszeiten, die spanischen Könige von Palermo und die Schutzheiligen der alten Stadtviertel darstellen.
Die Piazza Pretoria wurde im 16. Jahrhundert in der Nähe der Quattro Canti angelegt, um Platz für einen großen, manieristischen Brunnen zu schaffen, die Fontana Pretoria.
Die Piazza della Rivoluzione erinnert daran, dass an dieser Stelle 1848 der Aufstand gegen die Bourbonen begann und zwölf Jahre später Giuseppe Garibaldi erstmals in Palermo auftrat. Der Brunnen Fontana del Genio in der Mitte des Platzes ist eines der Wahrzeichen der Stadt.
Die Piazza Ruggero Settimo liegt vor dem Teatro Politeama und ist einer der Mittelpunkte des städtischen Lebens. Benannt ist der Platz nach dem Präsidenten der kurzlebigen Republik Sizilien im Jahr 1848. Weitere Hauptanziehungspunkte sind die Piazza Bellini vor der Kirche La Martorana, die Piazza Verdi vor dem Teatro Massimo und die Piazza Indipendenza südlich des Normannenpalastes.
Die Piazza Marina liegt am Rande des historischen Viertels Kalsa. Sie wurde 1863 vom Architekten Giovanni Battista Basile entworfen. Auf ihr befindet sich der Giardino Garibaldi. Die Piazza wird von 15 Palästen umgeben, darunter der Palazzo Chiaramonte, der Palazzo Notarbartolo und der Palazzo Mirto.

### Kirchen

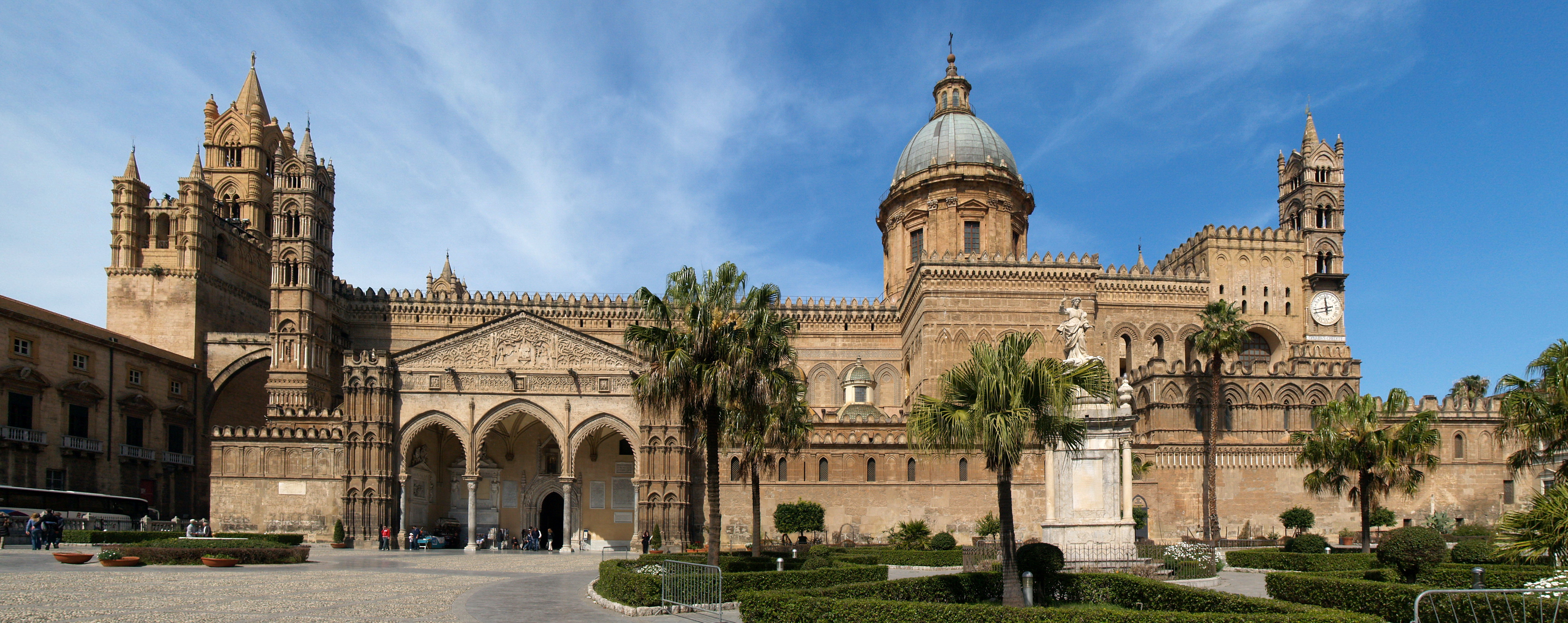
Dom von Palermo, die Kathedrale Maria Santissima Assunta

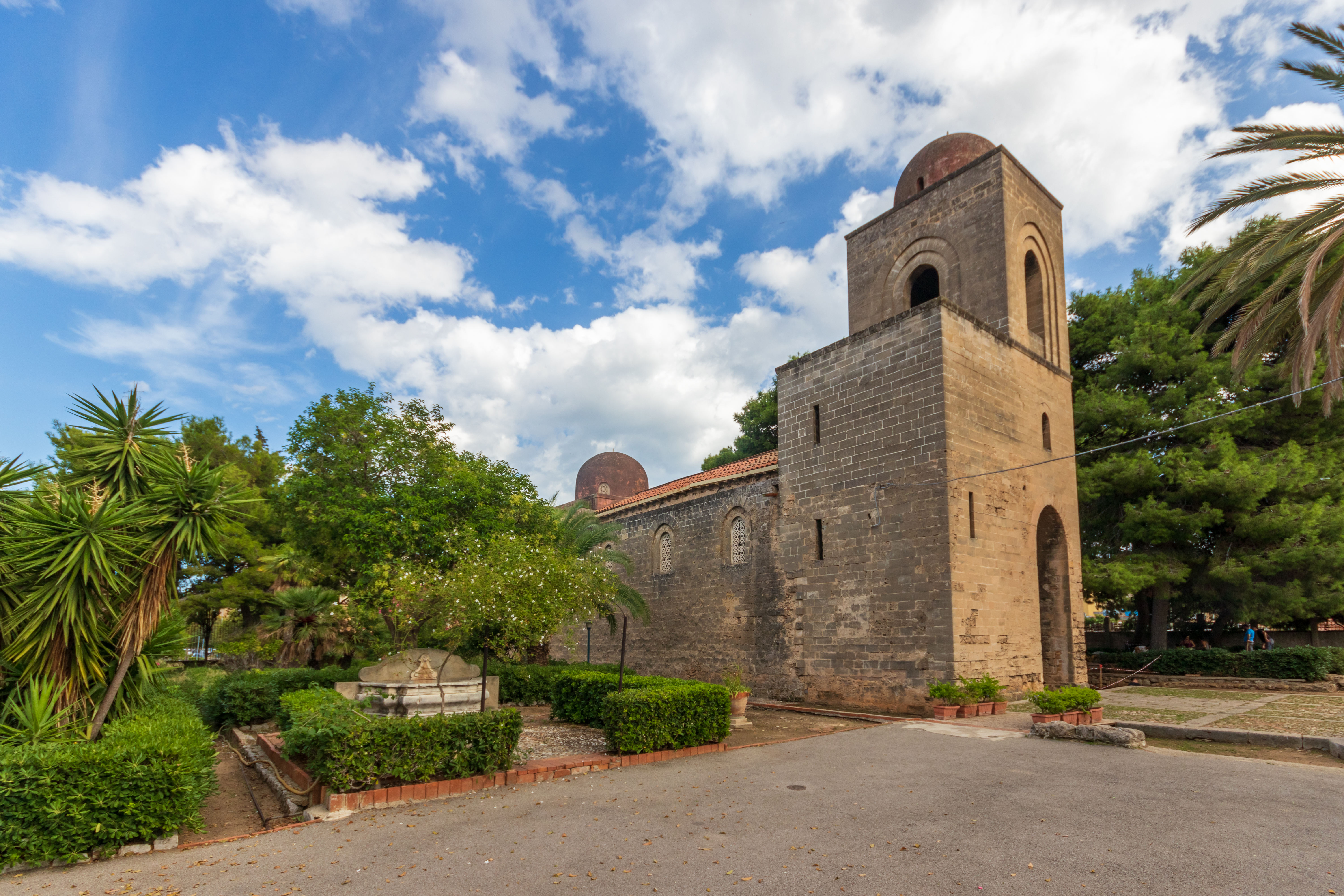
San Giovanni dei Lebbrosi

Das bedeutendste Kirchengebäude von Palermo ist die Kathedrale. Der heutige Bau wurde 1184/1185 errichtet und erfuhr im Lauf der Jahrhunderte mehrere Umbauten. Besonders gravierend war dabei der Umbau am Ende des 18. Jahrhunderts, bei dem die Kathedrale eine Barockkuppel erhielt und ihr Inneres klassizistisch umgestaltet wurde. Für Deutschland ist die Kathedrale von besonderer Bedeutung, weil sich in ihr die Gräber der Staufer Heinrich VI. und Friedrich II. sowie seiner Mutter Konstanze von Sizilien befinden. Sehenswert sind auch die Krypta und der Domschatz.
In Palermo gibt es mehrere Kirchen im arabisch-normannischen Stil. Für Kirchengebäude ungewöhnlich sind deren außen rot gefärbte Kuppeln, die an Islamische Kunst erinnern. Das älteste dieser Kirchengebäude, San Giovanni dei Lebbrosi, wurde bereits im Jahre 1071 von Roger I., noch vor der Eroberung Palermos außerhalb der damaligen Mauern errichtet. San Giovanni degli Eremiti wurde von Roger II. kurz nach seiner Ernennung zum König von Sizilien 1130 als Teil des ersten römisch-katholischen Klosters auf Sizilien erbaut. Neben der heute leerstehenden Kirche ist auch der Kreuzgang gut erhalten. La Martorana (Santa Maria dell'Ammiraglio), errichtet ab 1143, ist Konkathedrale der Italo-griechischen Kirche auf Sizilien. San Cataldo, neben der Martorana von 1154 bis 1160 errichtet, und La Magione (SS Trinità) gehören zu den letzten Kirchen auf Sizilien, die im arabisch-normannischen Stil gebaut wurden.
Die romanische Chiesa di San Giovanni alla Guilla wurde barockisiert.
Zu den gotischen Kirchen zählen Santo Spirito, erbaut im 12. Jahrhundert, Sant’Agostino und San Francesco d’Assisi, beide im 13. Jahrhundert erbaut. Das Kirchengebäude Santa Maria dello Spasimo, errichtet ab 1506, beherbergt heute ein Kulturzentrum, in dem Theater- und Musikveranstaltungen stattfinden. Santa Maria della Catena, erbaut von 1500 bis 1540, ist ein Beispiel für den Baustil der katalanischen Spätgotik.
Die älteste sizilianische Jesuitenkirche Chiesa del Gesù wurde ab 1564 errichtet. In dem zur Kirche gehörenden Professhaus der Jesuiten sowie dem Palazzo Marchesi befindet sich heute die Stadtbibliothek. Weitere sehenswerte Kirchengebäude aus dem 16. Jahrhundert sind die Kirche Santa Caterina mit einer Fassade im Stil der Spätrenaissance, das Oratorio di San Mercurio sowie das Oratorio di San Lorenzo und das Oratorio del Rosario mit wertvollen Stuckdekorationen. Die Kirche San Giuseppe dei Teatini, erbaut von 1612 bis 1645, hat eine prachtvolle barocke Palastfassade. Die barocke Cappella Maria SS. della Soledad befindet sich an der Piazza della Vittoria. 1605 entstand die Kirche Santi Quaranta Martiri Pisani. Die 1683 zerstörte Chiesa di San Gregorio Papa wurde 1740 wiedererrichtet. 1730 entstand die Chiesa di San Ciro, im 19. Jahrhundert die Chiesa dei Santi Pietro e Paolo.
San Giacomo dei Militari von 1482 liegt im Militärviertel San Giacomo. 
Die neugotische Chiesa Anglicana della Holy Cross an der Kreuzung Via Roma / Via Mariano Stabile ist eine anglikanische Kirche.
Unter einem Kapuzinerkloster entstand ab 1599 die Kapuzinergruft, eine weitläufige Grabanlage, in der ca. 1200 Mumien entsprechend ihrem Stand gekleidet aufbewahrt werden.
Die barocke Kirche Santi Diecimila Martiri ist heute profaniert.
1925–1927 wurde die Waldenser-Kirche erbaut und am 15. Mai 1927 eingeweiht. Sie liegt hinter dem Teatro Politeama.

### Paläste

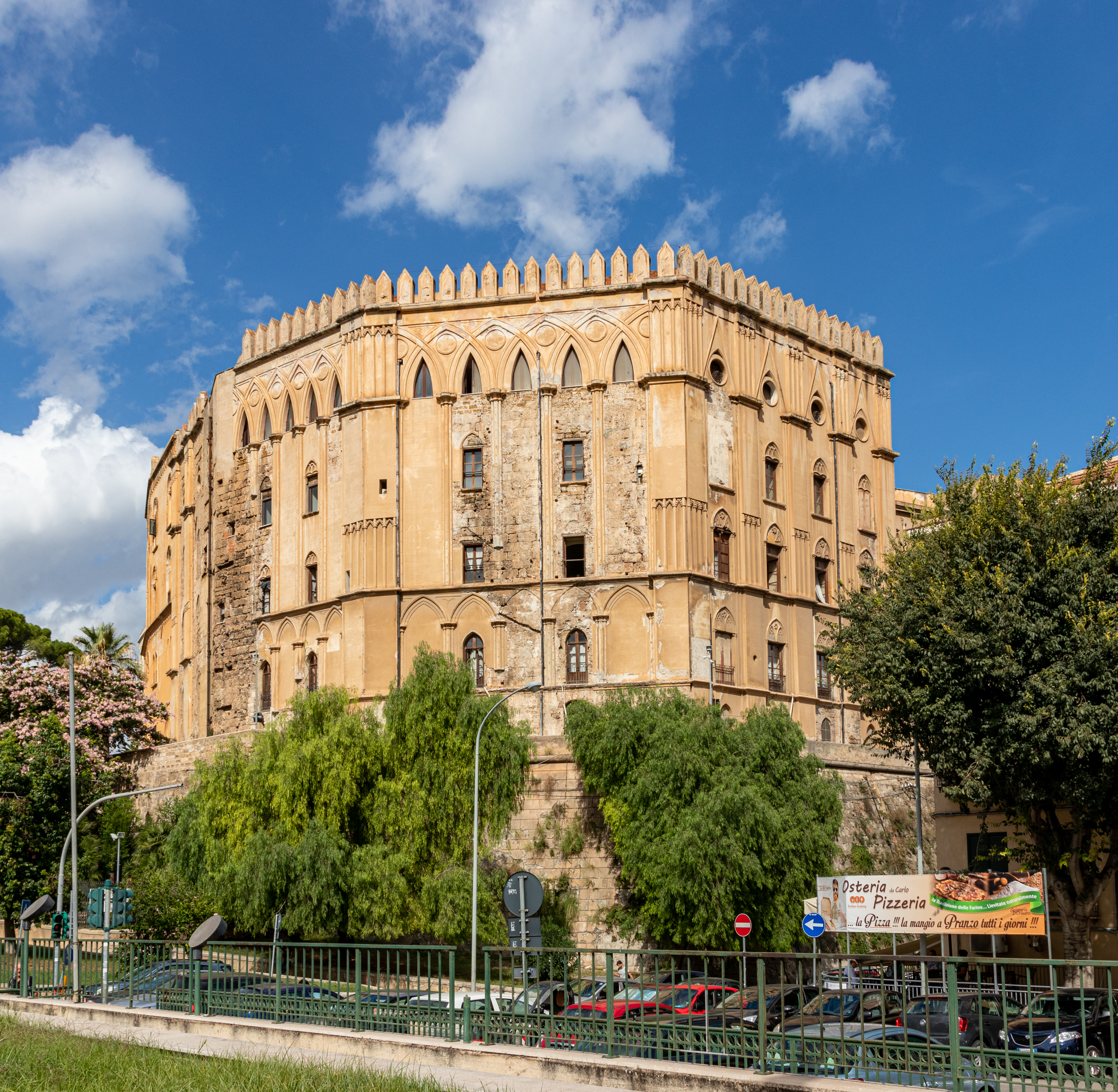
Normannenpalast

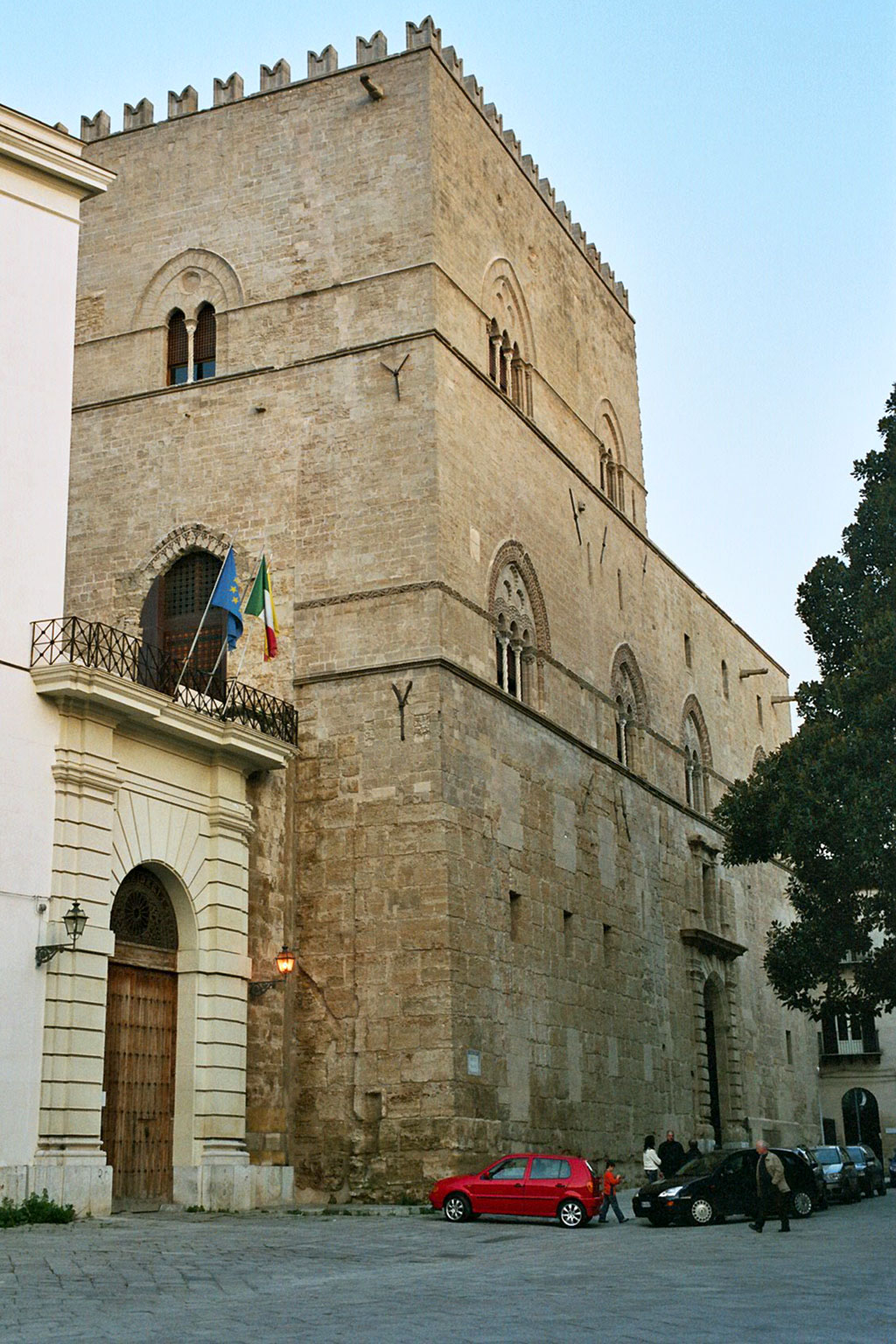
Palazzo Chiaramonte

Der Normannenpalast (Palazzo dei Normanni oder Palazzo Reale) war früher Sitz der Könige und Vizekönige Siziliens und ist heute Sitz des Sizilianischen Parlaments. Besonders sehenswert sind die Cappella Palatina und das Zimmer des Roger, beide mit Mosaiken aus normannischer Zeit. An den Normannenpalast angebaut ist die Porta Nuova an der Stelle eines früheren Stadttors. Weitere Schlösser aus normannischer Zeit, die von arabischen Baumeistern errichtet wurden, sind La Zisa und La Cuba.
Die Adelspaläste aus dem Mittelalter haben meist ein festungsartiges Erdgeschoss ohne Fenster. Erst im Obergeschoss gibt es größere Fenster, die meist mit Säulenarkaden unterteilt und deren Ränder ornamental geschmückt sind. Paradebeispiel ist der Palazzo Chiaramonte aus dem 14. Jahrhundert. Er diente in den folgenden Jahrhunderten als Residenz der Vizekönige, als Sitz der Inquisition und als Gericht. Der Palazzo Sclafani wurde 1330 im gotischen Stil mit arabischen und normannischen Elementen errichtet und 1435 in ein Spital umgebaut. Der Palazzo Abatellis ist ein quadratischer Block mit reich geschmücktem Portal. Er diente lange Zeit als Dominikanerkloster. Heute befindet sich darin die Regionalgalerie. Der Palazzo Branciforte war im 17. Jahrhundert eine der größten und prächtigsten aristokratischen Residenzen der Stadt. Später war in dem Gebäude ein Pfandleihhaus untergebracht. Seit 2012 ist er Sitz der Stiftung Fondazione Sicilia (ehemals Stiftung der Banco di Sicilia), die in dem ehemaligen Adelspalast ihre Sammlung zeigt.
Der Palazzo Pretorio (oder Palazzo Senatorio) an der Piazza Pretoria ist das Rathaus Palermos. Das Gebäude stammt ursprünglich aus dem 15. Jahrhundert, wurde aber mehrmals baulich verändert und vergrößert. Seine jetzige Form erhielt es im 19. Jahrhundert. Der Palazzo Aiutamicristo nahe der Kirche La Magione wurde 1490 im Auftrag einer aus Pisa stammenden Handelsfamilie erbaut. In der Nähe des Doms steht der Erzbischöfliche Palast mit dem Diözesanmuseum.
Am Rand des Stadtparks Parco della Favorita befindet sich die Palazzina Cinese, erbaut für Ferdinand III. von Sizilien im Jahr 1799.

### Museen und Galerien

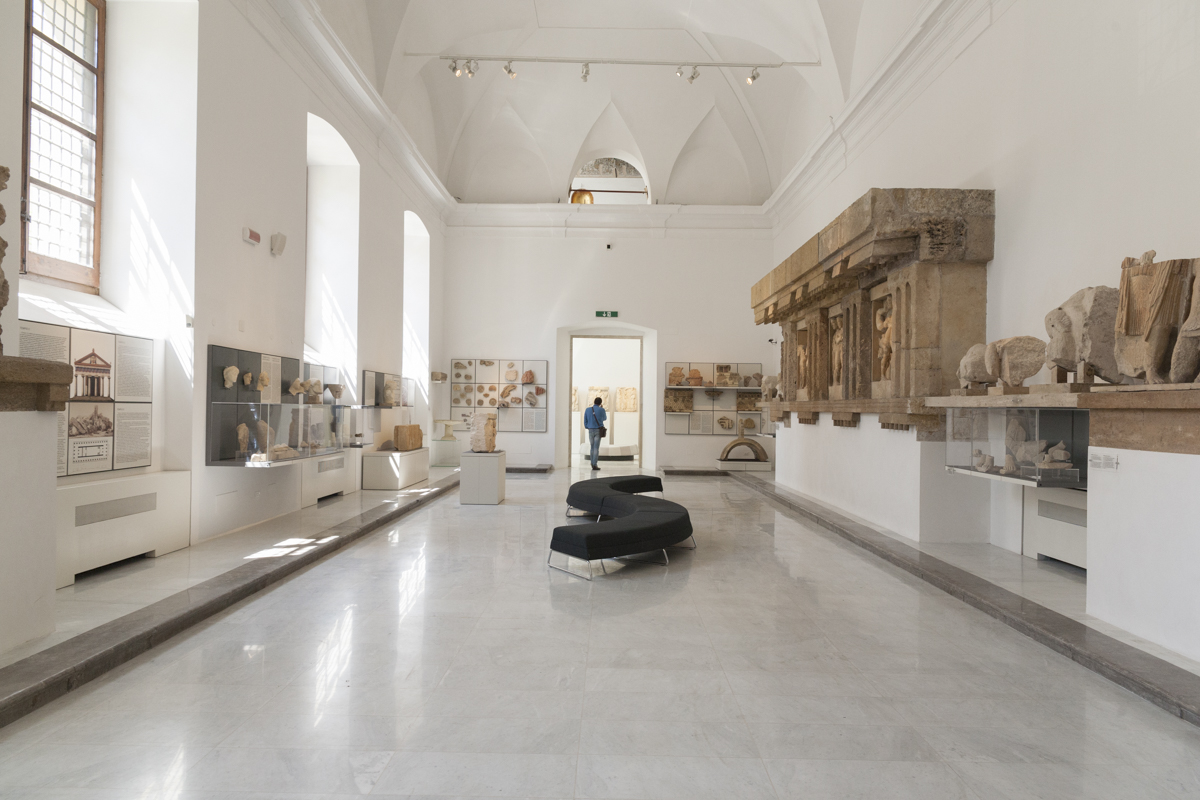
Archäologisches Regionalmuseum

Das Archäologische Regionalmuseum (Museo Archeologico Regionale „Antonio Salinas“) zeigt eine Sammlung einzigartiger Exponate von der Vorgeschichte Siziliens bis zur spätrömischen Zeit.
Die Regionalgalerie (Galleria Regionale della Sicilia) im Palazzo Abatellis ist Siziliens umfangreichste Galerie. Die Sammlung beinhaltet Bilder und Skulpturen vom Mittelalter bis zum 18. Jahrhundert. Eines der bekanntesten Exponate ist die „Annunziata“ von Antonello da Messina.
Das Diözesanmuseum (Museo Diocesano) im Erzbischöflichen Palais zeigt religiöse Kunst und Sakralgegenstände vom 12. bis zum 19. Jahrhundert. Im Untergeschoss befinden sich Ausgrabungsexponate und Darstellungen der Stadtentwicklung.
Das Völkerkundemuseum (Museo Etnografico) dokumentiert mit über 4000 Exponaten sizilianische Volkskunst und Traditionen. Ausgestellt werden u. a. sizilianische Karren und handgefertigte Puppen des sizilianischen Marionettentheaters. Auch das Museo Internazionale delle marionette Antonio Pasqualino zeigt rund 3000 Marionetten aus ganz Sizilien.
Die Galerie für moderne Kunst (Galleria d’Arte Moderna) wurde im Dezember 2006 wiedereröffnet. Die Kunstgalerie, deren Bestände knapp 100 Jahre im Teatro Politeama zwischengelagert waren, befindet sich nun in den Klostergebäuden des ehemaligen Franziskaner-Konvents Sant’Anna und zeigt auf 4700 m² zeitgenössische Skulpturen, Bilder und Installationen.
Das geologisch-paläontologische Museum (Museo Geologico Gemmellaro) stellt in vier Sälen Exponate zum Bereich Mineralogie, besonders sizilianische Gesteine, Informationen zur Erdgeschichte und zu Fossilien aus, besonders über auf der Insel ausgestorbenen Säugetiere mit einer Sammlung Sizilianischer Zwergelefanten und eine Dokumentation über die Kultur der ersten Sizilianer.

### Theater

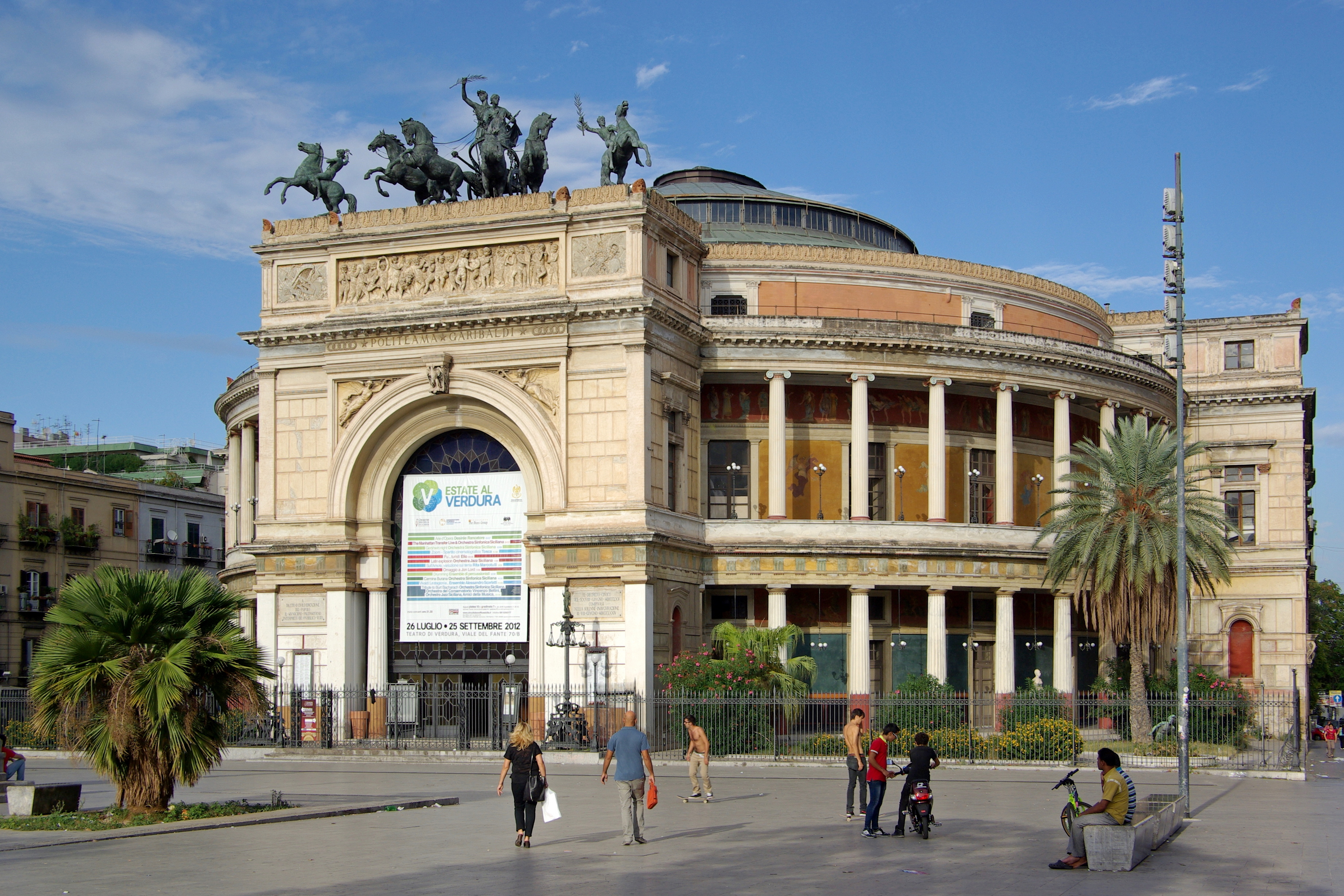
Teatro Politeama

Das neoklassizistische Teatro Massimo wurde Ende des 19. Jahrhunderts erbaut. Der kunstvoll gestaltete Theaterraum bietet Platz für rund 1300 Gäste.
Als das Teatro Massimo Ende des 20. Jahrhunderts wegen baulicher Mängel und umfangreicher Sanierungsarbeiten über zwei Jahrzehnte geschlossen war, diente das Teatro Politeama als Ersatzbühne. Heute finden hier Konzerte und Ballettaufführungen statt.

### Parkanlagen

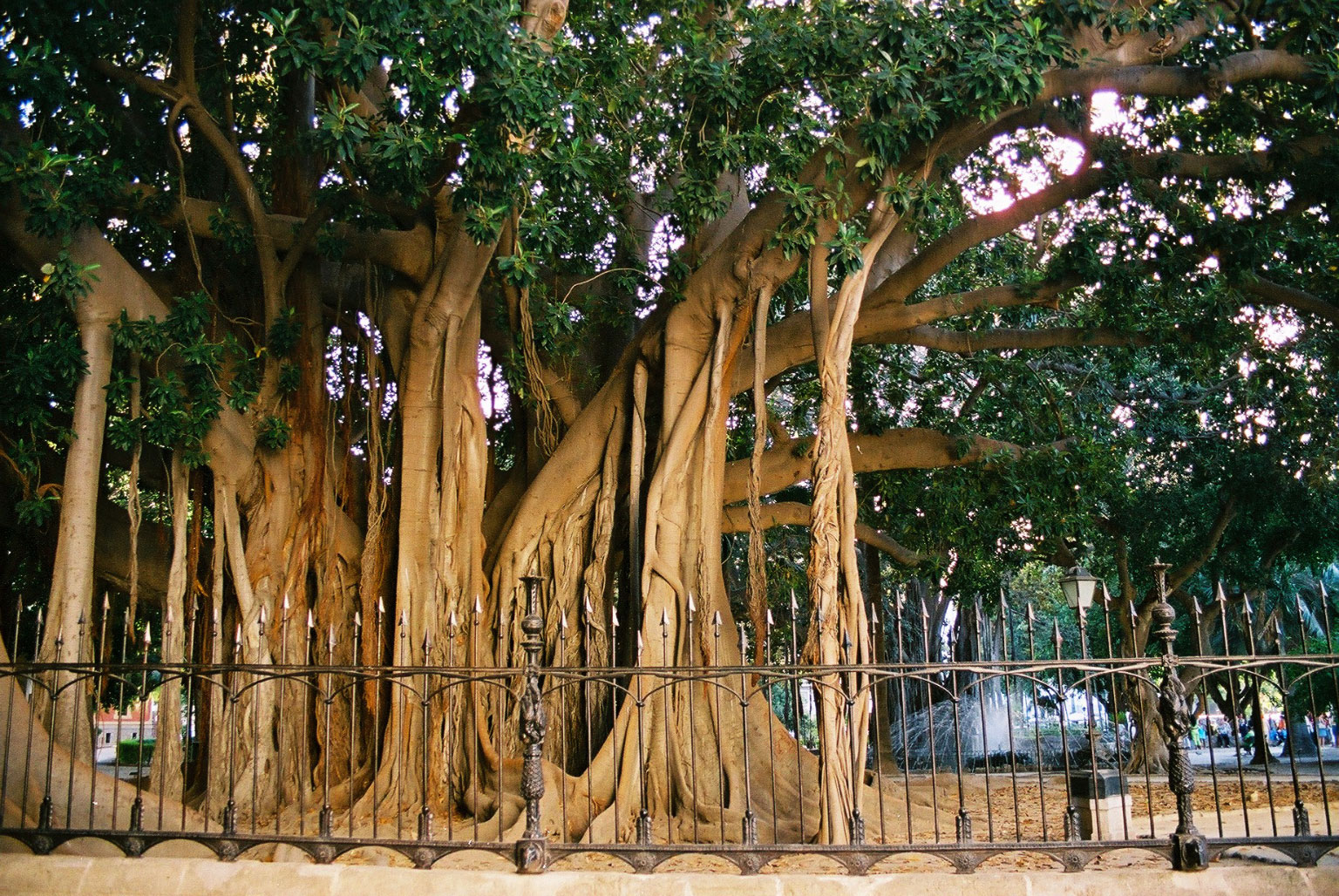
Ficus macrophylla in der Parkanlage Giardino Garibaldi

Bereits die normannischen Könige des Hochmittelalters legten in Palermo Gartenanlagen an. Davon sind heute aber nur geringe Spuren erhalten.
Palermos größte Parkanlage ist der Parco della Favorita am Fuß des Monte Pellegrino, der 1798 von König Ferdinand III. angelegt wurde. Heute ist der Park ein öffentlicher Volkspark mit Tennis- und Fußballplätzen und einer Pferderennbahn.
Ende des 18. Jahrhunderts wurde auch der Botanische Garten angelegt, in dem Goethe nach der „Urpflanze“ suchte. Er beherbergt heute über 12.000 Pflanzenarten. Neben dem Botanischen Garten, der zum Botanischen Institut der Universität gehört, befindet sich die Villa Giulia, ein geometrisch angelegter Park mit Brunnen und Sonnenuhr.
Im Giardino Garibaldi, einem kleinen Park vor dem Palazzo Chiaramonte, wachsen die größten Feigenbäume Europas. Vom Normannenpalast aus liegt Richtung Universität der Parco d’Orleans, Richtung Dom an der Piazza della Vittoria die palmenreiche Parkanlage Villa Bonanno mit den Resten römischer Häuser.

### Friedhöfe
Der Friedhof Sant’Orsola liegt am Poliklinikum im Stadtteil Vespri. Er hat einen alten und einen neuen Teil. Hier befindet sich die Grabkapelle der Familie Falcone, in der der Richter und Mafia-Gegner Giovanni Falcone zunächst beigesetzt wurde (seit 2015 in der Kirche San Domenico). Auf dem Friedhofsgelände liegt die Chiesa dei Vespri (Santo Spirito), vor der 1282 die Sizilianische Vesper begann.
Auf dem Friedhof Santa Maria di Gesù ruhen der Richter und Mafia-Gegner Paolo Borsellino sowie der Einbalsamierungsspezialist Alfredo Salafia.
Der Friedhof Santa Maria dei Rotoli liegt nordwestlich des Hafengebiets am Fuße des Monte Pellegrino. Er wurde in einer runden, symmetrischen Form angelegt. Hier befindet sich das Grab des Bildhauers Ernesto Basile. Anbei gibt es einen Ausländerfriedhof, auf dem man das Grab der Familie Whitaker findet.
In den Katakomben des Kapuzinerordens wurden besonders Adelige und Bürger begraben, z. B. Tomasi di Lampedusa. Die unterirdischen Gräber sind meist nach Berufen und Adelsstand angeordnet. Man kann die Überreste der Toten in ihrer Berufs- oder auch Festtagskleidung sehen.

### Weiteres

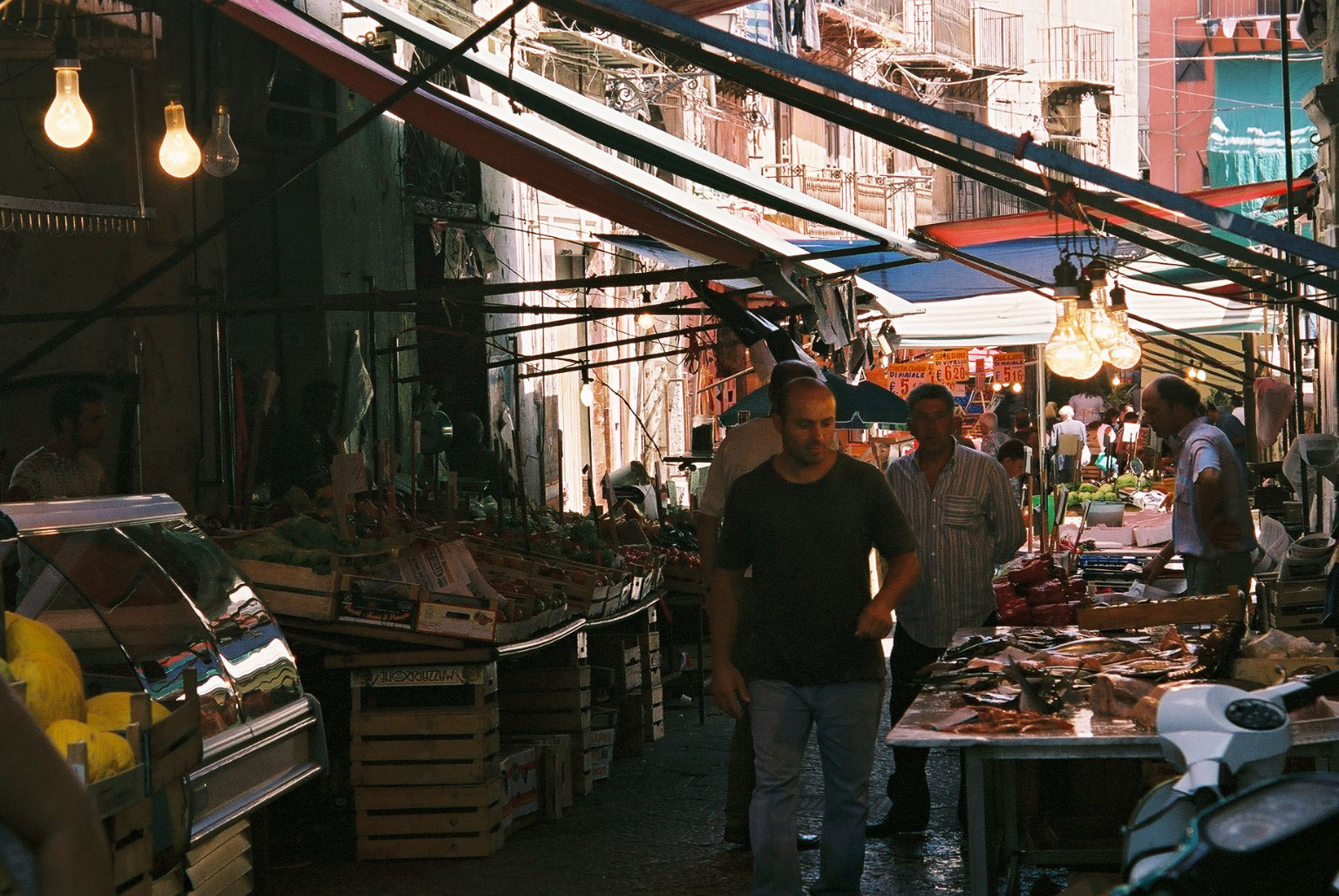
Straßenmarkt in Palermo

Die Giudecca war das jüdische Stadtviertel in Palermo, zu dem man vom Corso Vittorio Emmanuele aus über die Porta di Ferro oder die Porta Judaica gelangt.
Palermo verfügt über einige große Märkte, die sich über die Straßen und Gassen der Altstadt erstrecken. Der bekannteste und größte Lebensmittelmarkt ist der Mercato della Vucciria (kurz La Vucciria). Er war ursprünglich der Markt der Metzger, später kamen die Stände der Fischer, dann der Bauern hinzu.
Der Mercato Ballarò ist vorwiegend Obst- und Gemüsemarkt, auf dem Mercato del Capo wird neben frischen Lebensmitteln auch Kleidung angeboten. Außerdem gibt es den Nachtmarkt Il Borgo, der jedoch eher als Straßenfest denn als Markt zu sehen ist und der für seine Lebendigkeit berühmt ist.
Der Ponte dell’Ammiraglio ist eine mittelalterliche Brücke, die ursprünglich den Oreto überspannte, heute aber ca. 100 m abseits des Flusses liegt.

### Umgebung

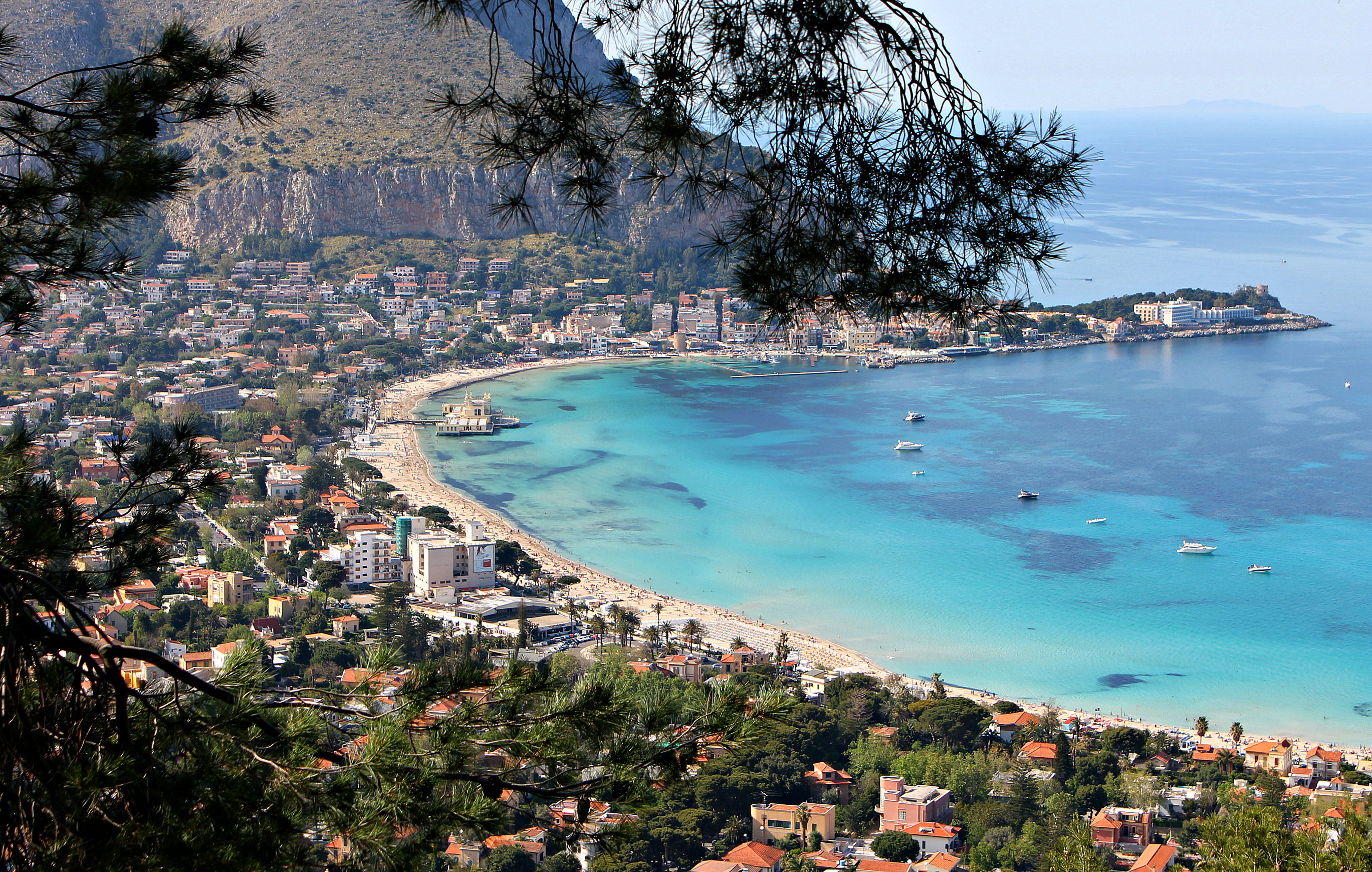
Mondello vom Monte Pellegrino aus gesehen

Etwa 8 km südwestlich des Stadtzentrums befindet sich der Dom von Monreale. Seine Wände stellten mit über 6000 m² Gold-Mosaiken die Geschichten des Alten und Neuen Testaments dar. Sehenswert ist auch der quadratische Kreuzgang mit über 200 Doppelsäulen.
Nördlich des Stadtzentrums liegen der Monte Pellegrino mit dem Heiligtum der heiligen Rosalia und steinzeitlichen Felsenzeichnungen sowie der ehemalige Fischerort Mondello, der sich Anfang des 20. Jahrhunderts zur Sommerfrische reicher Palermitaner entwickelte.
Östlich der Stadt befinden sich die Barockvillen von Bagheria und die Ausgrabungsstätten von Solunt, einer ursprünglich phönizischen Siedlung im Vorgebirge von Palermo.

## Persönlichkeiten
Bekannte Palermitaner sind u. a. die Heilige Rosalia, die Schutzpatronin Palermos, der Alchemist Alessandro Cagliostro, der Schriftsteller Giuseppe Tomasi di Lampedusa, der Bildhauer Ettore Ximenes, die Mafiagegner und -opfer Giovanni Falcone und Paolo Borsellino und der langjährige Bürgermeister Palermos, Leoluca Orlando.

## Städtepartnerschaften
Es gibt weltweit 28 Orte mit dem Namen Palermo. Einer davon ist die Stadt Palermo in Kolumbien: 1906 änderte die Stadt Guagua ihren Namen in Palermo um, da viele Palermitaner dorthin ausgewandert waren und auch dort die Heilige Rosalia verehrt wird. Seit 1998 verbindet die beiden Palermos eine Städtepartnerschaft.
| Stadt            | Land                         | seit |
| ---------------- | ---------------------------- | ---- |
| Bethlehem        | Palästina                    |      |
| Bizerte          | Tunesien                     | 2000 |
| Bukavu           | Demokratische Republik Kongo | 1998 |
| Chan Yunis       | Palästina                    | 1998 |
| Chengdu          | Volksrepublik China          | 1999 |
| Danzig           | Polen                        | 2005 |
| Düsseldorf       | Deutschland                  | 2016 |
| Hanoi            | Vietnam                      | 2000 |
| Jaroslawl        | Russland                     | 1998 |
| Miami            | Vereinigte Staaten           | 1997 |
| Palermo          | Kolumbien                    | 1998 |
| Santiago de Cuba | Kuba                         | 1996 |
| Sestu            | Italien                      | 1999 |
| Tiflis           | Georgien                     | 1997 |

## Feste

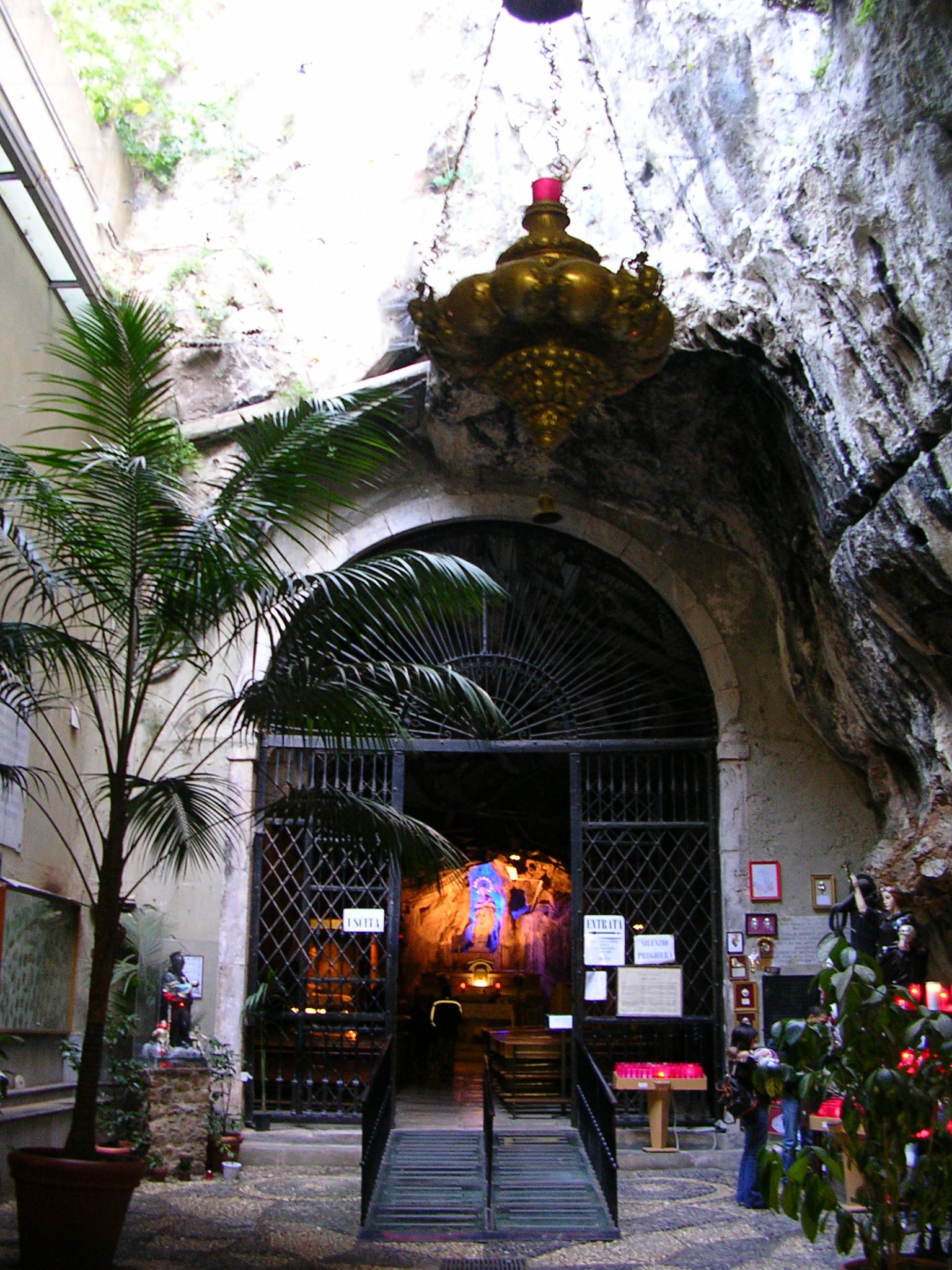
Zugang zum Santuario di Santa Rosalia auf dem Monte Pellegrino bei Palermo

Zu Ehren der heiligen Rosalia, der Schutzpatronin der Stadt, findet jedes Jahr vom 13. bis zum 15. Juli ein großes Fest statt („U Fistinu – Festino di Santa Rosalia“). Der Brauch geht zurück auf das Jahr 1624, als wie durch ein Wunder Rosalias eine Pestepidemie endete. Höhepunkte des Festes sind eine feierliche Prozession mit dem Silberschrein der Heiligen durch die Stadt und ein großes Feuerwerk am Hafenbecken La Cala.
Jeweils in der Nacht vom 3. auf den 4. September zieht eine Fackelprozession auf den Monte Pellegrino, den Wallfahrtsort der heiligen Rosalia.

## Sport
Palermos erfolgreichster Fußballverein ist der FC Palermo (ehemals u. a. US Palermo). Heimspiele des Vereins finden im städtischen Stadion Stadio Renzo Barbera statt, das Platz für 37.000 Zuschauer bietet. Der FC gehörte insgesamt 29 Jahre lang der Serie A an, der höchsten italienischen Spielklasse, und spielte nach einem Zwangsabstieg in der Saison 2019/20 in der viertklassigen Serie D, stieg aber direkt in die Serie C auf. Der Spitzname der Mannschaft lautet „Rosanero“ nach den Vereinsfarben rosa und schwarz.
Im Mai findet jährlich im Parco della Favorita ein internationales Reitturnier statt.
Seit 1990 findet jährlich (mit Ausnahme von 2014 bis 2019) das WTA Palermo, ein Damen-Tennisturnier, statt.